# Antonio Guerrero (militar)
Gral. Antonio Guerrero fue un militar mexicano que participó en la Revolución mexicana. Nació en Chinobampo, Sinaloa, en 1886. En 1912 se unió a la Revolución Mexicana como Capitán del 4o. Batallón Irregular de Sonora, cuyo Jefe era Álvaro Obregón. En 1917 fue diputado en el Congreso Constituyente de 1917 por el estado de Hidalgo, aunque ya anteriormente había sido suplente por el distrito de Zimapán, Hidalgo, en la XXVI Legislatura. Obtuvo el grado de general de división, siendo jefe de operaciones en varios estados.